# Swedish Vacuum Solar Telescope
Le Swedish Vacuum Solar Telescope est un télescope solaire de 47,5 cm qui était installé à l'observatoire du Roque de los Muchachos à La Palma, dans les îles Canaries. Il a été retiré du service le 28 août 2000 et a été remplacé par le Swedish Solar Telescope.
Le Swedish Vacuum Solar Telescope est présentement entreposé, en attente de son ré-assemblage par son propriétaire actuel, le Chabot Space and Science Center à Oakland en Californie, aux États-Unis.